# Jorge III de Anhalt-Dessau

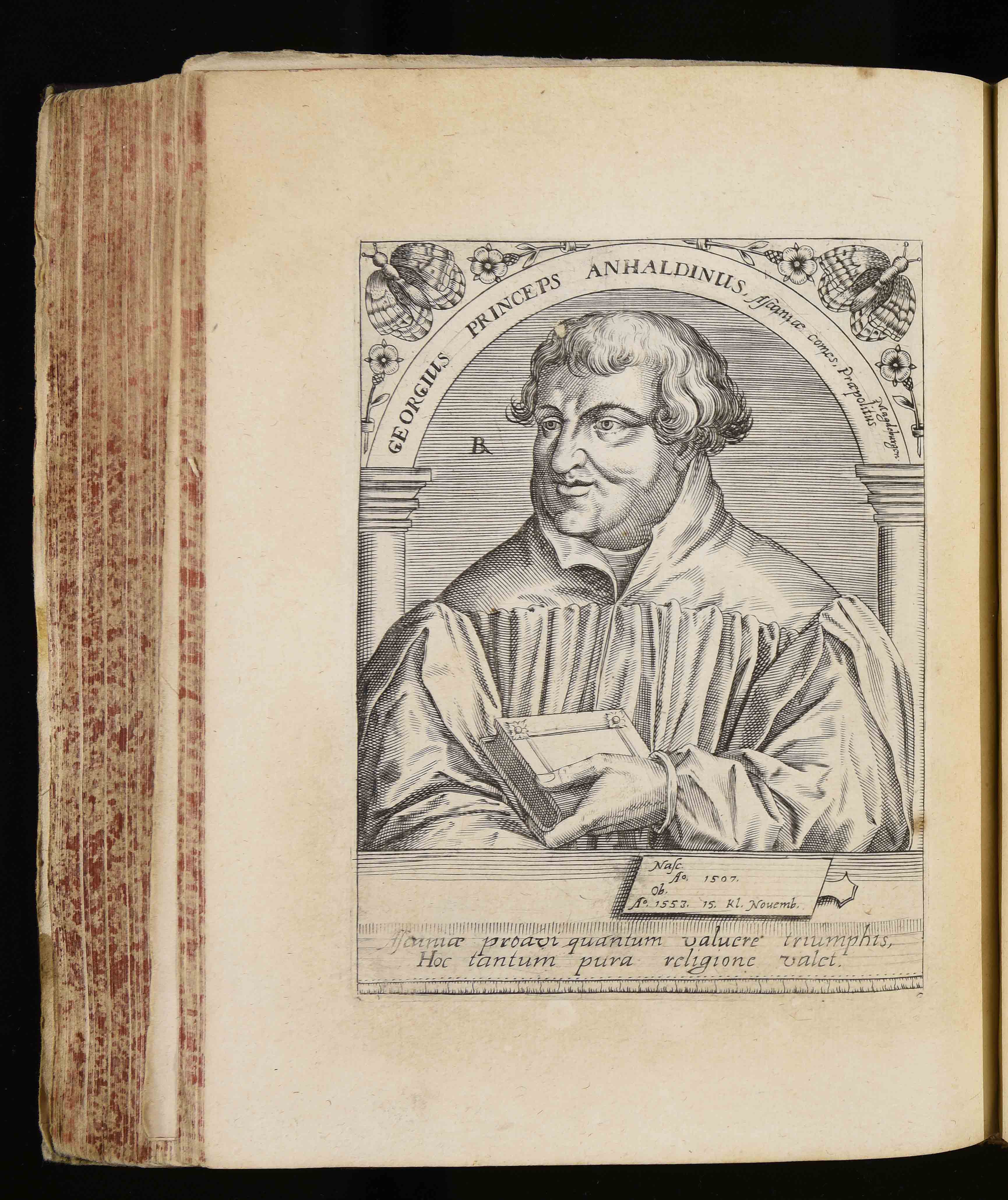

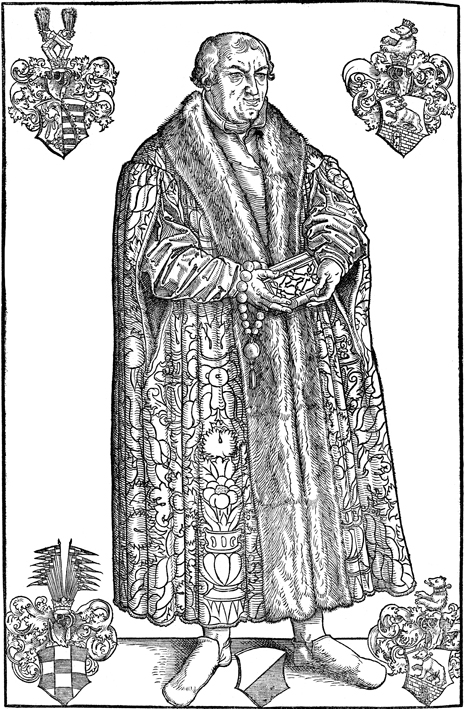
Jorge III de Anhalt-Dessau.

El príncipe Jorge III de Anhalt-Dessau (Dessau, 15 de agosto de 1507 - Dessau, 17 de octubre de 1553) fue un príncipe alemán de la Casa de Ascania y gobernante del principado de Anhalt-Dessau, y también un Reformador Protestante. Después de 1544 se convirtió en el primer gobernante del principado de Anhalt-Plötzkau.
Jorge era el tercer hijo varón (el segundo superviviente) del Príncipe Ernesto I de Anhalt-Dessau, con su esposa Margarita, hija del Duque Enrique I de Münsterberg-Oels y nieta de Jorge de Poděbrady, Rey de Bohemia.

## Biografía
Fue criado principalmente con sus hermanos Juan V y Joaquín I por su devota madre. Después de la muerte de su padre en 1516, heredó Anhalt-Dessau como cogobernante con sus hermanos (en un principio con su madre sirviendo como regente).
Con la asistencia de su pariente Adolfo, el Obispo de Merseburgo, Jorge fue elevado al rango de canónigo en esa sede episcopal en 1518, y atendió a la Universidad de Leipzig, donde el teólogo Georg Helt de Forchheim se convirtió en su "altamente estimado profesor".
En 1524 Adolfo consagró a Jorge como sacerdote. Para poder refutar mejor las creencias luteranas, hizo un profundo estudio de la Biblia, los Padres de la Iglesia e historia de la Iglesia. Las tensiones emocionales extremas y remordimientos de conciencia que le llevaron sus investigaciones lo indujeron a una violenta enfermedad que le marcaría para el resto de su vida. Fue solo después de la muerte de su madre (28 de junio de 1530) que hizo las paces con sus convicciones religiosas; a partir de la Dieta de Augsburgo en 1530 tanto Jorge como sus hermanos se aliaron con los luteranos.
Después de la primera celebración evangélica de la misa en Dessau, el Jueves Santo de 1534, Jorge visitó los distritos de las iglesias, haciendo los menores cambios posibles en la práctica de la iglesia de acuerdo con su disposición natural y con la aquiescencia de Lutero. En aras de la paz, trató de disuadir a Lutero, en 1538, de publicar su tratado "Contra el Obispo de Magdeburgo" (Wider den Bischof zu Magdeburg) y trató de persuadirle en 1524 de no circular ese severo tratado en la disputa de 
Wurzen.
En 1544 el protector de la Catedral de Merseburgo, Mauricio de Sajonia, eligió a su hermano Augusto como administrador, pero como este último no era clérigo, Mauricio designó a Jorge como su "coadjutor en asuntos espirituales". Ese año, él y sus hermanos decidieron dividir su principado de Anhalt-Dessau formalmente; Jorge recibió Plötzkau.
En su nuevo puesto como coadjutor, Jorge procedió en el acto, en compañía de Antonius Musa, justo entonces elegido sacerdote en Merseburgo, a visitar todas las parroquias de la catedral, exhibiendo grandes dosis de paciencia, discreto tacto y autodominio. Después confirió con Mauricio en la materia de una prospectiva liturgia, que de acuerdo a sus sugestiones y por virtud de las deliberaciones de los consistorios de Merseburgo y Meissen, fue oficialmente completada en Altenzelle en 1545. A partir de entonces Jorge convocó al clero de la catedral dos veces al año a un sínodo en la Catedral de Merseburgo, y en tales ocasiones discutió sobre las cuestiones y males de su tiempo (y también sobre cuál debía ser una conducta apropiada). Basó estas conciones synodicae en marcos proporcionados a él por Melanchthon. De los muchos sermones que hizo en la catedral, solo unos pocos se han preservado. Se distinguen por su exposición templada y lúcida.
Cuan estalló la Guerra de Esmalcalda a pesar de sus esfuerzos por impedirla, Jorge recibió bajo su techo el fugitivo Camerarius y su familia. También intercedió por Jonas, quien había provocado la ira de Mauricio de Sajonia, y buscó restringir al clero de "palabras sospechosas y frívolas que pudieran servir para causar discordia". Aunque "odiaba" el Interim de Augsburgo, sintió que debía prestar una mano en la preparación del Interim de Leipzig, para evitar males peores. En 1549 el candidato del emmperador Michael Heldingk (Sidonius) fue postulado por el capítulo como Obispo de Merseburgo. Hasta su llegada, Jorge continuó administrando la diócesis. Para fortalecer la confesión luterana tan firme como fuera posible antes de una amenazante tormenta, ahora pronunció sus potentes sermones "Sobre los Falsos Profetas" y "Sobre el Sacramento Digno del Cuerpo y la Sangre de Cristo", que dirigió contra Roma y los fanáticos religiosos protestantes. Después se retiró a sus territorios en Anhalt. Viajó a menudo a Warmsdorf, donde continuó predicando, y cuando la ocasión se presentó, buscó mediar en la disputa de Andreas Osiander.
Murió soltero después de una prolongada enfermedad, y Melanchthon compuso su epitafio. Su piedad inquebrantable, gentileza, amor por la paz, su benevolencia y libertad de servicio, todo le ganó el honorable epíteto de "devoto" o "piadoso". Su teología fue la de Lutero.
Su biblioteca personal se ha preservado intacta, y ahora es parte de la Anhaltische Landesbücherei en Dessau, junto con una exhibición en honor a su 500 aniversario.